# Baraka (filme)
Baraka é um filme estadunidense de 1992, um documentário experimental dirigido por Ron Fricke, cinematografista de Koyaanisqatsi, o primeiro da trilogia Qatsi, de Godfrey Reggio.  Frequentemente comparado a Koyaanisqatsi, o assunto principal de Baraka é, de fato, similar, incluindo filmagens de várias paisagens, igrejas, ruínas, cerimônias religiosas e cidades, misturando com vida, numa busca para que cada quadro consiga capturar a grande pulsação da humanidade nas atividades diárias.
O documentário foi filmado em 70 mm,colorido,em 23 países: Argentina, Brasil, Camboja, China, Equador, Egito, França, Hong Kong, Índia, Indonésia, Irã, Israel, Itália, Japão, Quênia, Kuweit, Nepal, Polônia, Arábia Saudita, Tanzânia, Tailândia, Turquia e EUA. Ele não contem diálogos ou cenas coesas, mas apenas imagens e som ambiente, conversas ou cantos, que podem ser considerados o narrador latente de uma intenção universal espiritual.